# Refinació d'oli

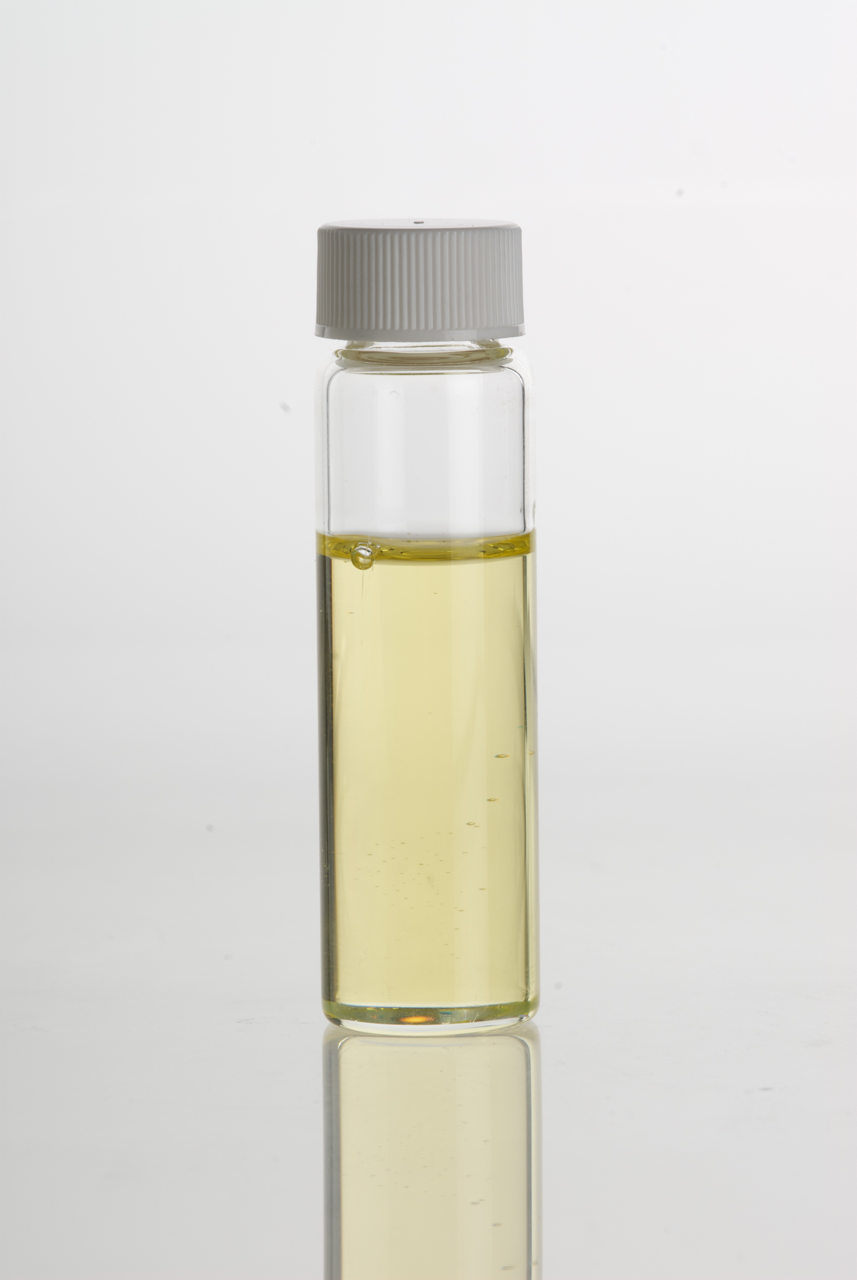
L'oli de sèsam es comercialitza semi-refinat

La refinació dels olis i dels greixos és un procés de refinació que fa que els olis adquireixin les característiques desitjades per al seu consum. Amb la refinació s'eliminen l'excessiva acidesa, gust i olor desagradables, coloració inadequada, terbolesa, ...). El refinat produeix un oli que es pot menjar i estable per a fregir
El processament a què són sotmesos els olis després de la seva extracció dependrà de la font de la qual procedeixin, de la seva qualitat i dels seu ús final.

## Obtenció de l'oli cru
Després del procés d'extracció s'obtenen olis crus o barrejats amb un dissolvent, aquests olis crus s'emmagatzemen en grans tines que poden ser d'acer inoxidable i d'altres materials. De forma natural aquests olis contenen fosfolípids, resines, àcids grassos lliures, pigments, ... Però el grau d'acidesa lliure que presenten junt amb les substàncies naturals que contenen (aldehids, alquens (C2:1), butens i pentans), els fan poc aptes pel consum de boca i cal refinar-los.
Els olis obtinguts per premsat acostumen a tenir matèries en suspensió que es poden eliminar per decantació, tamisat o filtrat i quedant així l'oli clarificat. A la majoria dels olis premsats en fred com l'oli d'oliva i oli de cacauet, després d'aquest pas l'oli ja pot ser destinat al consum sense més tractament (es tracta d'olis verges) però si no compleixen les característiques adequades també es refinen. Molts altres olis sempre necessiten ser refinats (com el de gira-sol, de soia, etcètera...) perquè, entre altres coses, el seu gust tot just acabats d'obtenir no és agradable.

## Refinació tradicional o alcalina
- Desfangament
- Desgomatge o Desmucil·laginació
- Desacidificació o neutralització
- Deshidratació
- Decoloració
- Desodoritizació
- Winterització (tractament amb fred)

### Desfangament
És eliminar les impureses sòlides, es fa mitjançant centrífugues de descàrrega intermitent de sòlids. La seva necessitat depèn del tipus de procés i en els processos que inclouen extracció o separació de fases per centrifugació no acostuma a fer-se.

### Desgomatge
El desgomatge o desmucilaginació consisteix a eliminar mucílags, gomes i resines. S'arriba a treure fosfolípids i la major part de lecitines però també es redueixen els nivells de proteïnes, ceres i peròxids de l'oli cru. La presència de grans quantitats de fosfolípids pot donar un color fosc a l'oli i servir de precursor de gusts desagradables. Amb el desgomatge també es facilita la desacidificació. El desgomatge o desmucilaginació es pot realitzar per insolubilització mitjançant hidratació tractant l'oli cru amb una petita quantitat d'aigua o clorur de sodi amb aigua o mitjançant injecció de vapor i d'àcid fosfòric o àcid cítric seguit d'una separació en centrífuga dels fosfolípids insolubilitzats mitjançant la hidratació.
Els olis es desgomen de vegades abans de la neutralització, ja que aquesta es veu facilitada i quan interessa la recuperació d'algun compost; per exemple la capa d'emulsió de fosfolípids que s'obté a partir d'olis com el de moresc i soia és molt rica en lecitina un emulgent que es fa servir molt a la indústria alimentària i que s'aprofita comercialment.

#### Neutralització
La neutralització o desacidificació comença amb la neutralització de l'acidesa lliure de la matèria primera que es realitza en rentadores centrifugadores, on s'hi afegeix àcid fosfòric i hidròxid de sodi a 65-85 °C. Els àcids grassos lliures i fosfolípids presents a l'oli es redueixen tractant-los amb una solució aquosa d'hidròxid de sodi o amb carbonat de calci. S'acostumem a fer dos rentatges amb aigua calenta en agitadors de velocitat controlada per evitar emulsions i separació en centrífugues amb alimentació pressuritzada. En el cas de refinament discontinu, l'emulsió aquosa de sabons formada pels àcids grassos lliures i la sosa, junt amb altres impureses, es diposita al fons del tanc, per on es treu. En el cas del refinament continu, la mescla se separa per centrifugació.

### Deshidratació
Abans de la decoloració cal eliminar l'aigua dispersa en l'oli (en aquest punt < 0,5%), ja que disminuiria l'eficàcia del tractament amb adsorbents. La deshidratació es fa en torres al buit on s'atomitza l'oli mitjançant broquets i l'aigua s'elimina per escalfament a 70-80 °C.

### Decoloració
La decoloració tracta d'eliminar el color excessiu per la presència de diversos pigments responsables d'acoloriments no desitjats o excessius en l'oli com són els carotens, clorofil·la i derivats, xantofil·la, gossipol i derivats d'oxidacions del tocoferol.
La decoloració es fa per suspensió en l'oli de materials adsorbents que són blanquejants diferents generalment terres adsorbents o carbons adsorbents (carbó actiu) i vapor d'aigua o amb argiles activades (mescles d'argiles activades amb àcid sulfúric). Els pigments són absorbits pels agents decolorants o blanquejants i la seva separació posterior es fa amb filtres rotatoris i filtres premsa. L'oli retingut amb els adsorbents s'extrau amb un dissolvent i es destil·la. Es fa servir entre 1 i 2 kg d'adsorbent per cada 100 kg d'oli. La decoloració sovint augmenta la tendència de l'oli a fer-se ranci, ja que alguns antioxidants naturals s'eliminen junt amb les impureses.

#### Desodorització
L'objectiu de la desodorització és eliminar diferents compostos responsables d'aromes no desitjats en l'oli o aconseguir olis sense olor ni gust destinats a la producció de margarines. Aquests compostos són principalment aldehids, cetones, carotenoides, tocoferols, àcids grassos lliures de cadena curta (com l'àcid butíric isovaleiànic o caproic) esterols i alguns compostos de sofre.
El procés de desodorització es fa mitjançant destil·lació al buit en corrent de vapor d'aigua o per destil·lació molecular.
S'acostuma a afegir 0,01% d'àcid cítric als olis desodoritzat per inactivar metalls traça com compostos de ferro o coure solubles que podrien provocar l'oxidació i desenvolupament de l'enranciment.
Segons estudis recents la desodorització activa l'oli i el predisposa al seu enranciment per això actualment es recomana que s'incorporin immediatament additius com guaiatecol i altres.
L'oli desodoritzat conté menys de 0.5 miliequivalents de peròxid, una acidesa inferior a 0,01% expressada en àcid oleic i un gust de nous molt agradable, però l'oli és gairebé incolor.
Un oli es considera ranci i no es pot menjar quan el seu índex de peròxid ultrapassa els 5 milequivalents. A l'oli s'hi afegeixen colorants naturals com el betacarotè i antioxidants per a preservar-lo.

### Winterització
La winterització es fa servir per a obtenir un oli més nítid, que no presenti terbolesa (deguda a la suspensió d'un precipitat fi) durant l'emmagatzemament.
Consisteix a separar de l'oli les substàncies amb un punt de fusió elevat (estearines, glicèrids molt saturats, ceres i esterols) que donarien turbidesa i precipitacions en l'oli en trobar-se aquest a baixa temperatura.
Generalment es fa per refredament ràpid de l'oli amb aigua freda o grups frigorífics amb la qual cosa s'aconsegueix la cristal·lització dels compostos que es volen eliminar mitjançant centrifugació.
Generalment, es sotmet l'oli a un refredament ràpid fins a 5 °C i se’l manté durant 24 hores.
El desceratge és semblant a la winterització però el refredament en aquest cas es fa de forma més controlada.
Es fa servir per exemple, en oli de gira-sol i de segó d'arròs.

## Refinació física
La refinació física és una alternativa a la refinació química tradicional amb hidròxid de sodi.
Els principals avantatges són:
- Més simplicitat de les operacions
- Menor impacte ambiental
- Menys pèrdues d'oli
- Obté productes de bona qualitat

Les seves etapes són:
- Tractament de l'oli amb àcids inorgànics (àcid fosfòric) a temperatura controlada per facilitar la separació dels fosfolípids.
- Desgomat amb aigua o un altre agent a temperatura elevada.
- Centrifugació per a separar oli i aigua.
- Rentat de l'oli per eliminar les restes de l'àcid
- Escalfament i assecat al buit.
- Decoloració de l'oli
- Desacidificació/desodorització a través de destil·lació amb vapor a alta temperatura i baixa pressió.